# Ядерное оружие в Беларуси

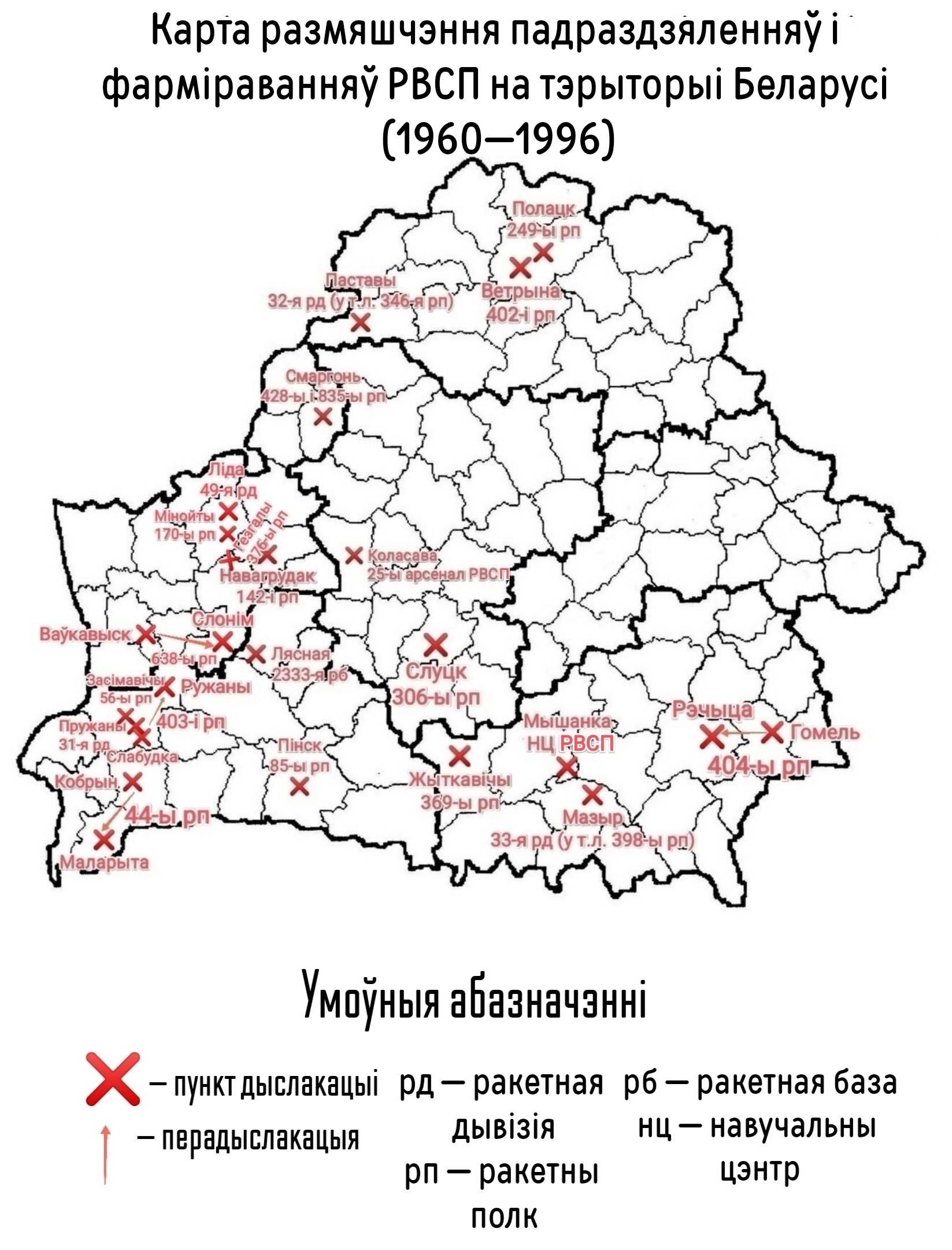
Карта размещения подразделений и формирований РВСН на территории Беларуси (1960—1996).

Ядерное оружие на территории Беларуси размещалось дважды: в 1960—1996 годах и с 2023 года.

## Советский период
В 1960 году в Белорусском военном округе разместились части 50-й ракетной Краснознамённой армии, входившей в состав Ракетных войск стратегического назначения. В БССР находились четыре дивизии: 31-я гвардейская ракетная Брянско-Берлинская Краснознамённая, ордена Суворова (Пружаны), 32-я ракетная Херсонская Краснознамённая имени Маршала Советского Союза Д. Ф. Устинова (Поставы), 33-я гвардейская ракетная Свирская Краснознамённая, орденов Суворова, Кутузова и Александра Невского (Мозырь) и 49-я гвардейская ракетная Станиславско-Будапештская Краснознамённая (Лида). Первоначально подразделения оснастили ракетными комплексами Р-12 и Р-14 мобильного и шахтного базирования, а в конце 80-х — мобильными пусковыми установками 15П645К (РСД-10 «Пионер») и ракетными комплексами 15П653 (РСД-10 «Пионер-УТТХ»). Некоторые силы из этих дивизий были размещены в Сморгонском, Дзержинском, Дятловском и Слонимском районах. Хранилища ядерных зарядов располагались и при аэродромах дальней авиации.
В 1987 году СССР и США подписали Договор о ликвидации ракет средней и меньшей дальности. После этого в Беларуси были уничтожены все ракеты с дальностью полёта от 500 до 5500 км. Последняя из них, Р-12 из Пружан, демонтирована 23 мая 1990 года. Ранее, 27 октября 1989 года, в Станьково уничтожена пусковая установка ОТР-23 «Ока».
После распада СССР Беларусь была восьмой страной в мире по запасам ядерного оружия. Общее число боезарядов составляло 1120. К группировке стратегических ядерных сил относились порядка 180 соединений, частей и учреждений численностью около 40 тыс. человек. Помимо Республики Беларусь, ядерное оружие оставалось на территории Украины, Казахстана и России.

## Ядерное разоружение 1990-х

### Предпосылки и подготовка
27 июля 1990 года принята декларации о государственном суверенитете БССР. В одном из пунктов документа обговаривалось, что страна ставит целью сделать свою территорию безъядерной зоной и стать нейтральным государством. Подобное решение продиктовано во многом настроениями в обществе, которое после Чернобыльской катастрофы негативно воспринимало любые атомные технологии.
Стремление к разоружению положительно восприняли в США, которые были заинтересованы в том, чтобы количество стран в «ядерном клубе» оставалось неизменным. Белый дом поддерживал идею передачи всех запасов правопреемнице Советского Союза — Российской Федерации. Уже в сентябре 1991 года министр иностранных дел Беларуси Пётр Кравченко и государственный секретарь США Джеймс Бейкер провели беседу о безъядерном статусе республики.
К этому стремились и другие бывшие советские республики. 8 декабря в соглашении о создании СНГ было прописано, что члены содружества обязуются обеспечивать единый контроль за ядерным оружием и его нераспространением. Последующие соглашения, принятые на рубеже 1991—1992 годов, определили временный статус ядерного оружия на территориях Беларуси, России, Украины и Казахстана. Для контроля над вооружением создавалось объединённое командование стратегическими силами. В то же время Киев, Астана и Минск должны были присоединится к Договору о нераспространении ядерного оружия, а затем вывезти свои запасы в Россию. До этого момента решение о применении ядерного оружия мог принимать лишь президент Российской Федерации, но по согласованию с руководителями Украины, Беларуси, Казахстана и других стран СНГ.
В апреле 1992 года Беларусь подписала Лиссабонский протокол, оформив членство в Договоре о сокращении стратегических наступательных вооружений (ДСНВ). Одновременно она стала полноправным членом договора о ликвидации ракет средней и меньшей дальности. В июле 1993 года страна официально присоединилась к Договору о нераспространении ядерного оружия. В свою очередь Великобритания, США и Россия предоставили республике свои гарантии безопасности.

### Реализация разоружения
Для исполнения взятых белорусской стороной обязательств при министерстве обороны создано Национальное агентство по контролю и инспекциям. В функции органа вошла реализация ядерной демилитаризации. На уровне СНГ действовал Комитет по ядерной политике, предназначенный для согласованной работы в области ядерного вооружения.
По программе Нанна—Лугара Вашингтон выделил стране 250 миллионов долларов на цели, связанные с обеспечением ядерной безопасности во время демонтажа, передислокации и уничтожения ядерных боеголовок. Россия также оказала помощь.
20 июля 1994 года, за два с половиной года до завершения ядерной демилитаризации, страну возглавил президент Александр Лукашенко. Новый глава государства опасался расширения блока НАТО. Тогда Лукашенко всерьёз намеревался остановить вывоз стратегического оружия, которое он предлагал России оставить в республике. На тот период на её территории ещё находились 72 ядерные боеголовки. Однако ни Москве, ни Вашингтону не нравились подобные планы, поэтому вывоз зарядов продолжился.
27 ноября 1996 года с подъездных путей железнодорожной станции у деревни Яцуки (Дятловский район Гродненской области) отправлен в Россию последний эшелон с межконтинентальными баллистическими ракетами РС-12М «Тополь». Была проведена торжественная церемония с участием представителей властных структур Беларуси и России, а также высокопоставленных военных. Из 1120 боезарядов 584 ракеты подлежали ликвидации по договору 1987 года. Остальные забрали Стратегические ядерные силы Российской Федерации.

### Последствия и влияние
Беларусь с ЮАР (1989—начало 1990-х), Казахстаном (?—апрель 1995) и Украиной (март 1994—июнь 1996) стали первыми государствами, добровольно отказавшимися от возможности обладания ядерным оружием и осуществившими ликвидацию его запасов.
Деятельность страны по вопросу ядерного оружия в полном объёме соответствовала интересам как Запада, так и Москвы, что способствовало укреплению отношений с обоими игроками. Наибольшее уважение и признание за политику 1992—1996 выразил Вашингтон. Так, например, президент США Билл Клинтон во второй половине 1990-х во время переговоров между Индией и Пакистаном сослался на позитивный пример Беларуси, которая внесла значимый вклад в процесс ядерной демилитаризации в мире. Однако в то же время страна получила гораздо меньшие дивиденды за разоружение, чем Украина и Казахстан.
В последующие годы Республика Беларусь продолжала придерживаться антиядерного курса. Данная политика нашла своё отражение в 18 статье конституции.

### Критика
Политика ядерного разоружения 1992—1996 годов в Беларуси оценивается неоднозначно. В первую очередь критикуются шаги, предпринятые председателем Верховного Совета Станиславом Шушкевичем, который в 1991—1994 годах являлся главой государства. Им было принято решение избавиться от ракет как можно скорее, причём отказавшись от денежной компенсации России. Один из лидеров БНФ и депутат Верховного Совета Сергей Наумчик заявил, что ядерная демилитаризация была необходима, но на более выгодных для Беларуси условиях. Первый министр иностранных дел страны Пётр Кравченко в своих мемуарах «Беларусь на распутье. Записки политика и дипломата» и вовсе обвинил Шушкевича в предательстве национальных интересов. Якобы он лишил республику главного «козыря» в переговорах с Россией.
Общим моментом, вызвавшим негодование у Кравченко и Наумчика, стало единоличное решение главы Верховного Совета признать ядерные запасы Беларуси за Москвой, поскольку Шушкевич по этому вопросу не посоветовался ни с кем другим.

В своё оправдание политик заявил следующее:
Беларусь фактически была заложницей России. На её поверхности было столько ядерного оружия, что можно было уничтожить всю Европу. Я считал это очень опасным делом, и, как только мы подписали Беловежские соглашения, я сказал: мы выведем ядерное оружие без предварительных условий, компенсаций, и мы будем делать это немедленно, потому что это угрожает гибелью белорусской нации, Беларуси.
В апреле 2010 года Александр Лукашенко назвал эти события жесточайшей ошибкой. Он также считал, что необходимо было добиться более выгодных условий вывода. Придя к власти, как заявил глава государства, он уже ничего не мог предпринять из-за давления россиян и американцев. Как отметил Лукашенко, если бы ядерное оружие у Беларуси осталось, то отношение к ней было бы другим.

## Размещение российского ТЯО
В феврале 2022 года указание на безъядерный статус Беларуси было исключено из конституции по результатам референдума. Глава дипломатии ЕС Жозеп Боррель заявил: «Мы знаем, что означает для Беларуси стать ядерной [страной]. Это значит, что Россия разместит ядерное оружие в Беларуси, и это очень опасный путь».
В марте 2023 года на фоне российского вторжения на Украину президент РФ Владимир Путин заявил, что договорился с президентом Беларуси Лукашенко о размещении на территории Беларуси тактического ядерного оружия (ТЯО). Поводом для этого, по словам российского лидера, стало заявление замминистра обороны Великобритании о намерении поставить на Украину снаряды с обеднённым ураном. Путин заявил, что размещение будет осуществлено без нарушения режима нераспространения ЯО, так как оно не будет передано в непосредственное пользование Беларуси.
2 июня 2024 года замкомандующего ВВС и войсками ПВО Беларуси, начальник авиации Леонид Давидович сообщил, что белорусские военные «достаточно давно» прошли полный цикл подготовки по применению нестратегического ядерного оружия. Для его использования готовы самолёты, экипажи и инженерно-технический персонал.